# یاه‌ست ۱ای
یاه‌ست ۱ای (به انگلیسی: Yahsat 1A) یا (Al Yah 1) یک ماهواره مخابراتی است که توسط آستریوم و تالس آلنیا اسپیس برای شرکت ارتباطات ماهواره‌ای یاه‌ست ساخته شده‌است.